# Abascha
Abascha (georgisch აბაშა) ist eine Kleinstadt im westlichen Georgien.

## Geografie

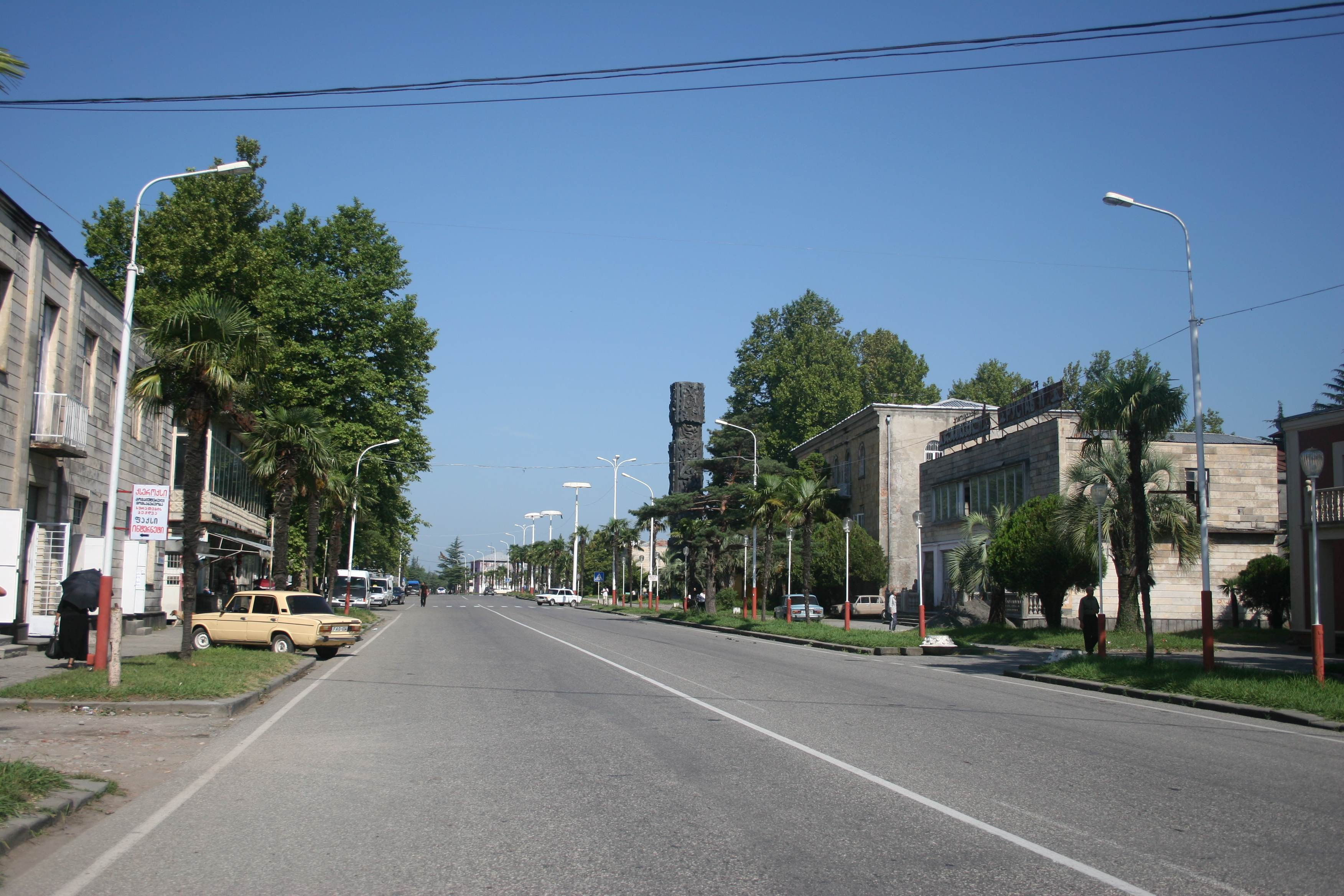
Hauptstraße von Abascha

Sie liegt in der Region Mingrelien und Oberswanetien und ist Verwaltungssitz der Munizipalität Abascha. In Abascha leben 4941 Menschen (2014). Der Ort liegt in der Kolchischen Tiefebene zwischen den Flüssen Abascha und Noghela, etwa 220 km Luftlinie westnordwestlich der Hauptstadt Tiflis.

## Verkehr
Der Bahnhof Abascha liegt an der Bahnstrecke Poti–Tiflis–Baku, der ältesten Bahnstrecke Georgiens, die auf diesem Streckenabschnitt 1872 in Betrieb ging.

## Söhne und Töchter des Ortes
- Konstantine Gamsachurdia (1893–1975), Schriftsteller
- Giorgi Kwilitaia (* 1993), Fußballspieler